# Aphanius baeticus
 Aphanius baeticus és una espècie de peix de la família dels ciprinodòntids i de l'ordre dels ciprinodontiformes.

## Distribució geogràfica
Es troba a la península Ibèrica.

## Estat de conservació
Les seues principals amenaces són la destrucció del seu hàbitat, la contaminació de l'aigua, les freqüents sequeres i la introducció d'espècies exòtiques (com ara, Gambusia holbrooki, Fundulus heteroclitus i el cranc de riu americà -Procambarus clarkii-).